# Нелінійний фільтр
Нелінійний фільтр — пристрій для обробки сигналів, вихід якого не є лінійним оператором від вхідного сигналу. Нелінійні фільтри широко використовуються в техніці,  електроніці,  теорії управління і  обробці сигналів. Особливо часто нелінійні фільтри використовуються в цифровій обробці зображень.

## Методи рішення задачі нелінійної фільтрації
- Подання нелінійної системи за допомогою нескінченної суми інтегралів Вольтерра. В ідеалі забезпечує мінімум середнього квадрата помилки оцінювання. Незважаючи на те, що отримується таким чином рішення не піддається реалізації в точному вигляді, наближені рішення можуть зменшити среднеквадратическую помилку в порівнянні з використанням оптимальної лінійної системи. [1]
- Обмеження класу досліджуваних процесів одновимірними марковскими або компонентами багатовимірних  марковських процесів. [2] [3]
- Використання квазілінійних методів, заснованих на використанні малого параметра. [4] [5]